# Besnyő
Besnyő è un comune dell'Ungheria di 1.861 abitanti (dati 2001). È situato nella contea di Fejér.